# Hunnerberg
Der Hunnerberg ist ein Stadtteil von Nijmegen auf einem langgestreckten Hügel am Ufer der Waal. Geologisch ist der Hunnerberg während der Saale-Eiszeit als Endmoräne entstanden. Die Lage machte ihn zu einem wichtigen strategischen Punkt, weshalb die Römer hier zu Beginn des zweiten vorchristlichen Jahrzehnts ein Legionslager anlegten, dessen Canabae legionis sich später zum Municipium Ulpia Noviomagus Batavorum entwickelten, der Keimzelle des heutigen Nijmegen. Es wurden allerdings auch archäologische Funde aus dem Neolithikum, der Bronze- und der Eisenzeit gemacht. Auf dem nordwestlichen Ausläufer des Hunnerberges befindet sich der Valkhofpark mit den Resten der mittelalterlichen Kaiserpfalz.